# Plecia dilatata
Plecia dilatata är en tvåvingeart som beskrevs av Enrico Adelelmo Brunetti 1917. Plecia dilatata ingår i släktet Plecia och familjen hårmyggor. Inga underarter finns listade i Catalogue of Life.